# Daniel Rijaard
Daniel Rijaard, est un footballeur néerlandais né le 16 novembre 1976 à Rotterdam.

## Palmarès
ADO La Haye
- Eerste divisie (D2)
  - Champion (1) : 2003

 SBV Excelsior
- Eerste divisie (D2)
  - Champion (1) : 2006